# 小幡優作
小幡 優作（おばた ゆうさく、1984年2月13日 - ）は、日本のプロレスラー。

## 経歴
- KAIENTAI DOJOに入門。
- 2004年、ヤス・ウラノの襲撃にて首を負傷してデビューが延期する。

2005年
- 4月24日、対石川はじめ戦にてデビュー。
- 12月9日、インディーサミットに出場。

2006年
- 9月3日、勤王党所属となった。
- 11月12日、KAIENTAI DOJOを退団してフリーとなる。
- 12月16日、アパッチプロレス軍入りが発表。

2008年
- 6月16日、6月14日付けでアパッチプロレス軍退団を発表して金村キンタローが発足した「XWF」に入団。
- 7月の大日本プロレス横浜文体大会で、ファンからXWF移籍を糾弾され、この日限りで大日本から撤退。

2012年
- 6月14日、その後、フリーを経て同日のZERO1の大会において、同日付けでZERO1に入団したことを発表。
- 7月28日、4年ぶりの大日本プロレス参戦。

2013年
- 第5回風林火山タッグトーナメント2013でデーモン植田とのタッグで優勝。

2014年
- 新ユニット弾丸ヤンキースの一員となる。
- デーモン植田との敗者リングネーム変更マッチでおまたゆうちゃくに改名させられる。
- さらには敗者髪切りデスマッチにも敗れる。

2016年
- 第16回真夏の祭典火祭り2016に出場して7月31日、公式戦最終戦でジェームス・ライディーンと対戦、30分時間切れ引き分けで勝ち点を28点とし同日の決勝に進出。決勝戦では大谷晋二郎に勝利し火祭り初優勝を飾った。

2018年
- 1月1日後楽園ホール大会にて田中将斗より世界ヘビー級タイトルマッチ奪取[1]。6月3日田中将斗との世界ヘビー級タイトルマッチ中、コーナー最上段から落下。レフリーストップでタイトル陥落。原因は当初「脱水症状による熱中症」と発表されていたが、診断により「椎体前方骨折」による首の負傷と判明[2]。以後長期欠場に入る。

2019年
- 3月3日、ZERO1後楽園ホール大会に来場し、プロレス活動を無期限休養すると同時にZERO1を退団することを発表[3]。

## 得意技
ダイビングダブルニードロップ
ファイヤーバードスプラッシュ
バズソーキック
仰向けになった相手の上半身を起こして相手の左側頭部を振り抜いた右足の甲で蹴り飛ばす。
各種キック

## 入場曲
- Phoenix（A1-joko） ※キングレコード「KAIENTAI DOJO 2」に収録

## タイトル歴
KAIENTAI DOJO
- K-AWARD（新人賞）

アパッチプロレス軍
- WEWタッグ王座

プロレスリングZERO1
- 世界ヘビー級王座
- NWA UNヘビー級王座
- NWAインターコンチネンタルタッグ王座
- 火祭り優勝
- 風林火山優勝

## 出演

### テレビ
- プロレスKING（GAORA）
- ピタゴラスイッチ（NHK）

### 映画
- 牙狼〈GARO〉 神ノ牙-KAMINOKIBA-（2018年、東北新社） - 人型ホラー 役